# Cosmètica a l'antic Egipte

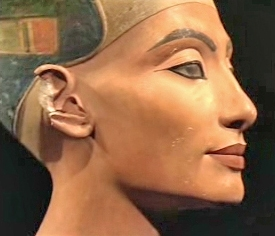
Mesdemet als ulls de Nefertiti

Els egipcis de l'antiguitat utilitzaven nombrosos productes cosmètics, tant per motius medicinals, terapèutics i estètics, com per al benestar del cos, ja que era necessari mantenir-lo, preservar-lo i cuidar-lo per arribar a la casa de l'eternitat. El terme cosmètica ve del grec antic κόσμος, kosmos «ornament, decoració». La paraula cosmètica, així com la del perfum, pendrà el seu significat més endavant en la història; en l'antiguitat es tractava d'una forma de preparació sagrada i posteriorment profana, feta de fumigacions, ungüents, bàlsams, olis i pocions a base de plantes, minerals o productes obtinguts del món animal. Les cataplasmes també eren un tipus de preparació utilitzades amb finalitats religioses, màgic-medicinals (alquímies) i, més endavant, terapèutiques i estètiques per a engalanar-se.

## Orígens i fabricació

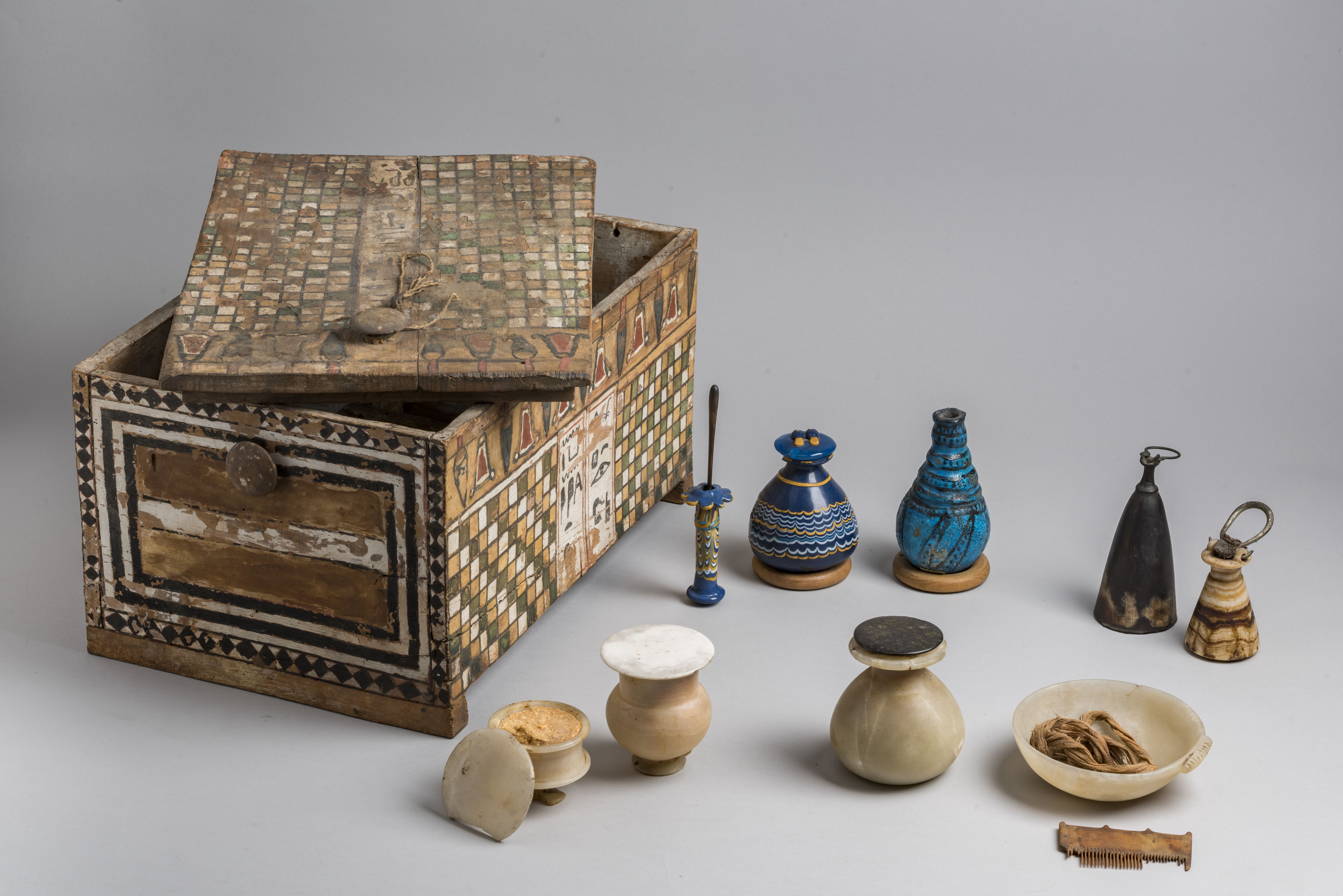
Caixa de cosmètics de Merit; cap al 1390-1352 aC; fusta, pintura, faïa, vidre i alabastre; alçada: 22 cm, amplada: 29,5 cm, llargada: 49 cm; de Deir el-Medina (Egipte); Museu Egipci (Torí, Itàlia)

A l'antic Egipte, la millora de l'aspecte tenia un significat espiritual i sagrat, calia mantenir el cos i conservar-lo bé. Una perruca voluminosa i natural tallada en cera d'abelles permetia passar menys calor i evitar els polls. A més, era una expressió simbòlica molt forta, que connectava a qui la portava amb Hathor, la deessa de les festes i l'amor.
De la mateixa manera, utilitzar ombres d'ull no era considerat com una cosa dolenta; al contrari, hi havia un mite explicant aquest ús. Horus, en el combat amb el seu oncle Seth, va perdre un ull. Així que va inventar el maquillatge per restaurar la perfecció de la seva bellesa: l'ús de cosmètics per reparar els estralls del temps o accidents era, per tant, legítim i no condemnable per raons morals. Després de la mort, els cosmètics havien de crear una aparença juvenil i fèrtil, que es considerava essencial per renéixer en el més enllà. Les diferents ombres verdes (ouadjou) potser invoquessin la protecció d'Hathor. Les aplicacions dels accessoris de maquillatge apareixeran al final del període predinàstic transformats per la invenció de l'escriptura, moment en què van desaparèixer diverses pintures corporals.
Això explica l'àmplia varietat de productes concebuts pels antics egipcis, gomes, resines, ungüents, olis, olis amb fragància, khol, gotes per als ulls, coloret vermell per llavis i galtes (rosella): s'han trobat diverses paletes cosmètiques que daten del quart mil·lenni aC, no només destinades per al maquillatge, sinó també per un ús votiu (per a una deïtat o una persona morta) o commemoratiu (paleta de Narmer). Ens han arribat més de 160 receptes que descriuen la seva preparació, que de vegades comportava diversos mesos. Les tombes sovint contenen una bossa de cosmètics de bellesa en una cistella de vímet: pots d'ungüents, pintes, olis, kohl en tubs de canya i miralls de bronze polit.

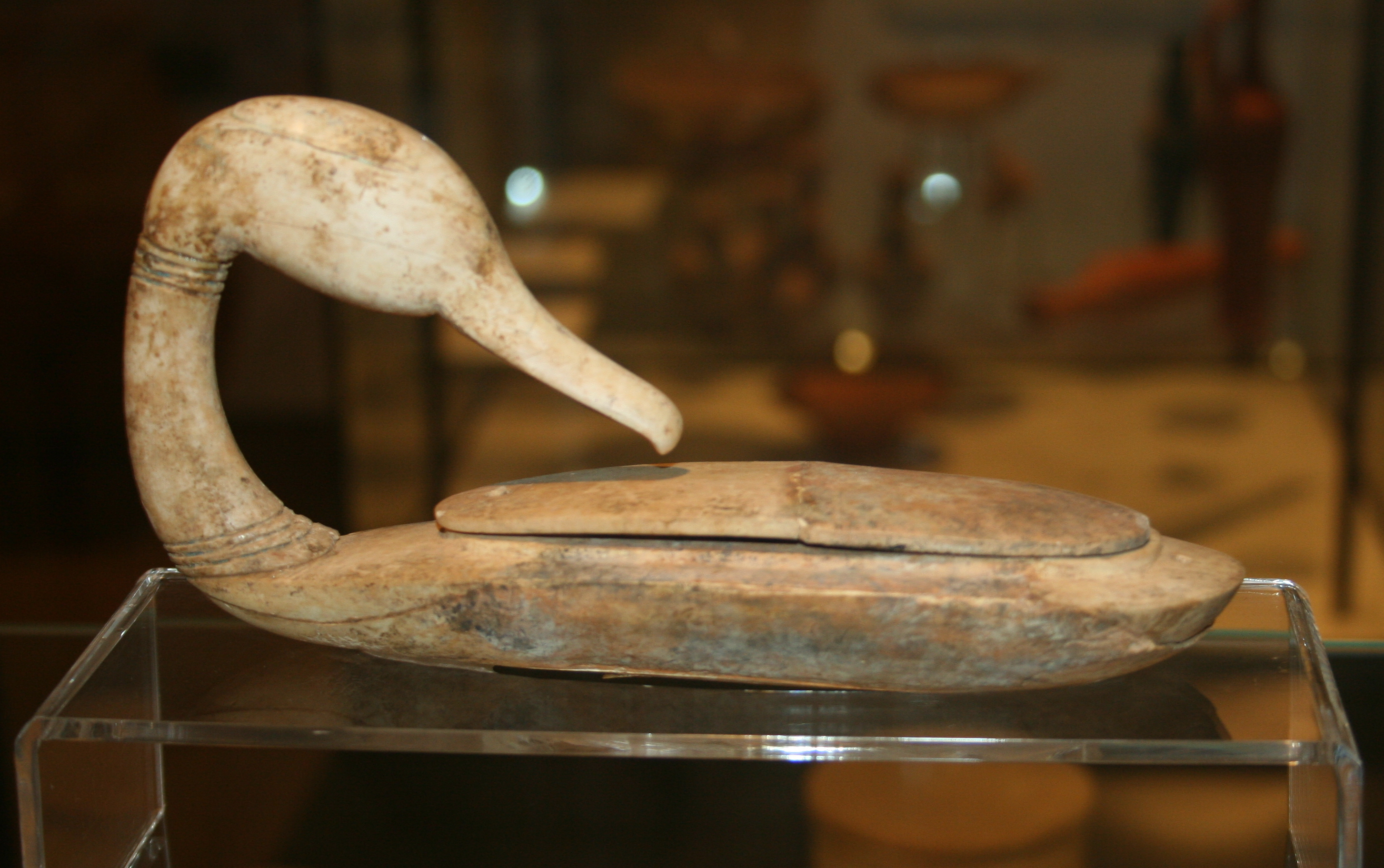
Paleta cosmètica zoomorfa realitzada amb una banya de rinoceront, o potser amb vori

La majoria d'ombres negres d'ulls estaven compostes amb una base de plom, més rarament sobre la base de compostos d'antimoni, òxids de manganès o carbó negre. Molent galena (el principal mineral de plom) sobre paletes de pedra —de pissarra o grauvaca— i barrejant-la amb greixos, van aconseguir un colorant negre, el color del qual variava segons la finor de la trituració. Quan era reduïda en cubs menors de 50 micròmetres de diàmetre, el colorant era d'un color negre molt fosc; si es molia menys, tenia reflexos metàl·lics. Molien també cerussita blanca o sintetitzaven la laurionita i fosgenita (síntesi d'aquests dos clorurs de plom, ja que els seus dipòsits eren rars) per obtenir tons grisos. L'ombra d'ulls verda es feia essencialment amb malaquita de Síria molta; fou utilitzada en els períodes predinàstics i es va deixar de fer servir durant la IV Dinastia. Aquest maquillatge era anomenat ouadjou, «pols verda». Altres colors s'obtenien de diferents pigments minerals: argiles vermelles, òxids de coure o de ferro, ocre, lapislàtzuli, o plantes, com el lacat rosa, pigment obtingut de les molècules de colorant de roja o altres de plantes com Roccella tinctoria, l'alcanna, el suc de mores o d'acant, precipitades en alum.
Els egipcis no coneixien la destil·lació, però sí que coneixien l'alcohol natural obtingut per fermentació (2% a 4%) com la cervesa, que era la beguda diària, i el vi de palma per a les elits i, per tant, no fabricaven perfums alcohòlics si no que utilitzaven substàncies de la fauna i flora (cereals, blat, lli, flors, arrels, herbes, fruites, fruits, olis, resines, gomes, bàlsams, espècies, greix animal), que molien en un morter, premsaven i filtraven. També cultivaven flors per extreure els aromes de les arrels per fer productes perfumats. L'oasi del Faium, alimentats per un afluent del Nil, va ser la principal zona de producció, en especial des de l'Imperi Nou, quan les inundacions van ser regulades per les preses. Els diferents elements de les flors classificats mitjançant el tamisat es reduïen en pasta i gomes perfumades. El lotus blau era el preferit dels egipcis, regularment tenien una flor de ensumaven amb adoració. El lotus blau i el lliri d'aigua representen la unió de les «Dues Terres» (Alt i Baix Egipte). Les flors del Nil eren sagrades, la flor del papir representava al geni o el déu de la inundació Hâpy.
Durant les preparacions dels egipcis utilitzaven la màgia i els encanteris —l'alquímia—; hi havia un ritual per guarir i allunyar de la mala sort. El perfum més famós d'Egipte era el kyphi, amb prop de 27 ingredients i que s'utilitzava en fumigacions per espantar mals esperits de la casa, un ritual que feien amb regularitat, i quan un convidat entrava en una casa.

## Utilització

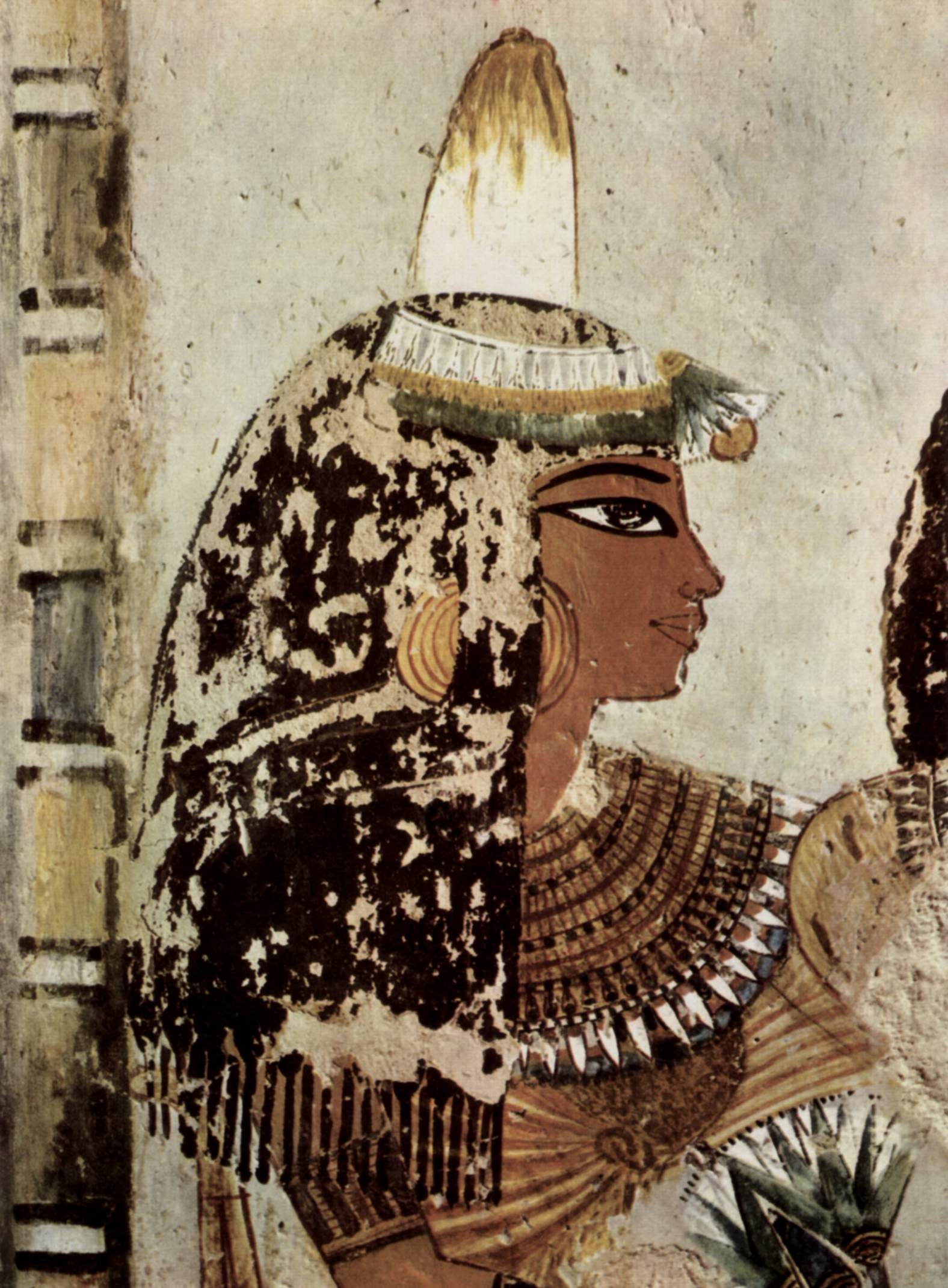
Retrat d'una dama coronada amb un con de greix perfumat - Tomba de Menna

Les substàncies naturals «cosmètiques» van ser utilitzades per tractar els efectes negatius del sol del desert i dels mosquits que regularment piquen i transmeten tota mena de malalties. De fet, els egipcis les feien servir per protegir-se d'aquest clima calent, sec, àrid, o fins i tot boirós de vegades, ja que les principals conseqüències eren malalties, mossegades, mosquits, polls i el dessecament de la pell. Utilitzat pels dos sexes i totes les classes socials, els principals cosmètics varen ser l'ombra d'ulls negra —anomenada mesdemet, que significa «ulls parlants, expressius», ja que la paraula àrab kohl s'empra en època contemporània— que allunyava les mosques i protegia dels raigs ardents i el cegament del sol i de la sorra; la seva finalitat era especialment medicinal contra la conjuntivitis. La seva funció com a desinfectant està demostrada pel sulfur de plom i clor que contenia. Dos col·liris diferents adornaven els ulls: un de negre basat en la laurionita o fosgenita per ressaltar el contorn i accentuar la forma d'ametlla, i un de verd a les pestanyes i les celles. Els egipcis se'ls posaven (aplicats amb un bastonet amb kohl, que podia ser de diferents materials, os, vori, jonc) com una línia en el nivell inferior de la parpella, ampla durant l'Imperi Antic, i fina en l'Imperi Nou. Les ungles es llimaven i acolorien amb henna.
Els maquillatges blancs (fets amb blanc de plom) es van utilitzar per blanquejar la pell de la cara. Alguns maquillatges negres (fets de litargiri, calç, terra, mel, extracte líquid de cendres) els utilitzaven per tenyir el cabell. Aquest tint permanent i progressiu encara s'utilitza avui amb el terme de «fórmula grega» (referint-se a la fórmula de l'antiguitat grega). En el clima sec d'Egipte, els olis i ungüents nodrien i alleujaven la pell; s'utilitzen encara avui per nodrir-la i retornar-li la seva elasticitat. També existien molts tractaments antiarrugues, com la mirra que era molt apreciada.
Els frescs de les tombes representen els ungüents que les dones egípcies es posaven als cabells, amb una representació simbòlica en forma de con fragant de greix animal barrejat amb mirra, a la part superior del cap. Els egipci en realitat no feien servir aquest con al cap, el que suposaria impregnar els cabells i la roba de les essències de l'ungüent, sent una pura convenció artística: és un banquet, una comunió amb el difunt que representa el que no es pot portar amb ell, és un fresc que es va pintar per representar a la família, amics, acompanyant al difunt en l'alegria i celebracions, on estan representats tots els plaers dels sentits (perfums, ungüents amb mirra, ofrenes, música, ballarins).